# 希氏鬍鯰
希氏鬍鯰，為輻鰭魚綱鯰形目塘虱魚科的其中一種，分布於非洲烏干達、蒲隆地及剛果民主共和國的淡水流域，本魚頭部矩形，背部橢圓，齒板小，胸鰭棘稍彎曲;外側強，向下的鋸齒，背鰭軟條76-87枚;臀鰭軟條63-69枚，體長可達170公分。

## 扩展阅读
維基物種上的相關：希氏鬍鯰